# José Luiz Guimarães Sanabio Júnior
José Luiz Guimarães Sanabio Júnior, conhecido como Júnior (Fortaleza, 15 de junho de 1976) é um ex-futebolista brasileiro que atuava como atacante..
Júnior já passou por dezoito clubes em quase vinte anos de carreira, tendo jogado em sete países diferentes.

## Carreira

### Começo e ida precoce para a Europa
Começou profissionalmente no Fortaleza, em 1999, e logo foi negociado com o futebol europeu, onde passou por três clubes de países diferentes, Córdoba, da Espanha, Beveren, da Bélgica, e AC Ajaccio, da França, não se adaptando e retornando ao Brasil para defender o Treze, em 2002.

### Altos e baixos na Inglaterra
No mesmo ano, partiu mais uma vez para a Europa. Contratado pelo inglês Walsall, foi o principal destaque da equipe, marcando 15 gols no certame nacional. Valorizado, foi negociado com o Derby County, onde teve várias lesões, não se firmando e sendo emprestado ao Rotherham United, onde também não fez sucesso.
Chegou a assinar com o Watford, em 2005, mas devido a problemas contratuais não chegou a disputar nenhuma partida.

### Dinamarca e Suécia
Ainda em 2005, chegou à Dinamarca para defender o Odense Boldklub. Destacou-se logo na temporada de estreia, e foi vendido ao sueco Malmö FF ao final da mesma. Na Suécia, fez muito sucesso, marcando 17 gols na temporada em que jogou lá.
Seu retorno à Dinamarca foi conturbado. Foi contratado pelo F.C. Copenhagen e começou bem, em 2008, mas logo foi emprestado ao FC Nordsjælland, no começo de 2009. Após recusar-se a sentar-se no banco de reservas num jogo do clube, foi dispensado pelo treinador Morten Wieghorst em seguida. Após uma passagem rápida pelo Randers FC, retornou ao Brasil em 2010.

### Retorno ao Brasil no Vitória, Ceará, Bahia, ABC, Tiradentes e Juazeirense
A pedido do Vitória, fez testes na Toca do Leão em janeiro e assinou contrato no começo de fevereiro. Seus primeiros gols saíram na partida contra o Ipitanga, no estádio Pituaçu, em que o Vitória aplicou 4–0, tendo Júnior marcado dois. Com um bom aproveitamento de gols, tornou-se o principal artilheiro do clube no primeiro semestre, se destacando no Baianão e na Copa do Brasil e sendo apelidado de Diabo Loiro pelos torcedores, devido à coloração de seus cabelos.
Devido ao sucesso e à notoriedade que acabou ganhando nacionalmente, Júnior foi alvo de diversas denúncias quanto à sua documentação, que estaria, supostamente, irregular. Com suas diversas passagens por clubes europeus, o jogador teria falsificado documentos para sair do país. No dia 3 de maio, chegou a ser preso pela Polinter, um dia após a conquista do Campeonato Baiano de 2010.
Com sua situação normalizada, seguiu no clube. No Brasileirão, não teve o mesmo destaque, sendo por vezes escolhido para ficar no banco de reservas. No final do ano, com o rebaixamento do time, acertou com o Ceará para a temporada 2011.
Sem mostrar rendimento no Ceará, em junho Júnior acertou com o Bahia, onde permaneceu até o final do ano de 2012. Em 2013, acertou com o ABC. Júnior se desentendeu com o treinador do ABC, o Givanildo Oliveira, após a derrota para o Potiguar de Mossoró, no domingo.
Acertou, em 2014, com o Tiradentes, do Ceará para a disputa do Campeonato Cearense. Depois disso acertou com a Juazeirense em março do mesmo ano por um contrato de um mês.

## Estatísticas
Atualizado até 18 de janeiro de 2012.
| Clube   | Ano   | Estadual | Estadual | Copa nacional | Copa nacional | Campeonato nacional | Campeonato nacional | Competições Sul-Americanas | Competições Sul-Americanas | Outras competições | Outras competições | Total | Total | Total |
| Clube   | Ano   | Jogos    | Gols     | Jogos         | Gols          | Jogos               | Gols                | Jogos                      | Gols                       | Jogos              | Gols               | Jogos | Gols  |       |
| ------- | ----- | -------- | -------- | ------------- | ------------- | ------------------- | ------------------- | -------------------------- | -------------------------- | ------------------ | ------------------ | ----- | ----- | ----- |
| Vitória |       |          |          |               |               |                     |                     |                            |                            |                    |                    |       |       |       |
| 2010    | 15    | 12       | 10       | 7             | 31            | 8                   | 2                   | 0                          | 5                          | 3                  | 63                 | 30    |       |       |
| Ceará   |       |          |          |               |               |                     |                     |                            |                            |                    |                    |       |       |       |
| 2011    | 13    | 5        | 3        | 0             | 2             | 0                   | 0                   | 0                          | 0                          | 0                  | 18                 | 5     |       |       |
| Bahia   |       |          |          |               |               |                     |                     |                            |                            |                    |                    |       |       |       |
| 2011    | 0     | 0        | 0        | 0             | 27            | 5                   | 0                   | 0                          | 0                          | 0                  | 27                 | 5     |       |       |
| Bahia   |       |          |          |               |               |                     |                     |                            |                            |                    |                    |       |       |       |
| 2012    | 15    | 9        | 7        | 3             | 11            | 1                   | 2                   | 0                          | 0                          | 0                  | 35                 | 13    |       |       |
| Total   | Total | 43       | 26       | 20            | 10            | 71                  | 14                  | 4                          | 0                          | 5                  | 3                  | 143   | 53    |       |

## Títulos
Unión Española
- Primeira División B: 1999

Vitória
- Campeonato Baiano: 2010
- Campeonato do Nordeste: 2010

Ceará
- Campeonato Cearense: 2011

Bahia
- Campeonato Baiano: 2012[17]

ABC
- Taça Ecohouse: 2013